# Jean Lasserre (aviateur)
Pour les articles homonymes, voir Jean Lasserre (homonymie) et Lasserre.
Jean Lasserre, né le 31 octobre 1922 à Neuilly-sur-Seine et mort le 11 mars 2008 à Saclay, est un aviateur français.
Pilote de la France libre durant la Seconde Guerre mondiale, il quitte l’armée après avoir participé à la guerre d'Indochine et devient pilote de ligne à Air France. Après avoir pris sa retraite du personnel navigant, il devient rédacteur en chef de la revue Icare, une revue sur l’histoire de l’aviation civile et militaire éditée par le Syndicat national des pilotes de ligne.